# كاثرين هايك
كاثرين أوليفيا هايك (بالإنجليزية: Katherine Haik)‏ (من مواليد 9 مايو 2000) عارضة وحملة لقب ملكة جمال أمريكية بعدما توجت بمسابقة ملكة جمال مراهقات الولايات المتحدة الأمريكية 2015. وأصغر المتنافسات في تاريخ المسابقة تتوج بلقب ملكة جمال مراهقات الولايات المتحدة الأمريكية في سن 15 من عمرها، وكذلك ثاني متنافسة من ولاية لويزيانا تفوز باللقب، بعد شلي هينينج التي فازت بمسابقة ملكة جمال مراهقات الولايات المتحدة الأمريكية 2004.

## نشأتها
ولدت هايك في 9 مايو 2000 ، في كوفينجتون، لويزيانا لتيم وجنيفر هايك، ومع ذلك نشأ في فرانكلينتون. تخرجت من مدرسة فرانكلينتون الثانوية في عام 2018 ، وتلتحق بجامعة ولاية لويزيانا، حيث كانت عضوًا في جمعية نادي كابا دلتا.